# 181번가역 (IND 8번로선)
181번가(181st Street)역은 뉴욕 지하철 IND 8번로선의 역이다. 포트 워싱턴 애비뉴 아래에 위치해 있으며, 워싱턴 하이츠 인근의 허드슨 하이츠 구역은 181번가와 184번가 사이에 있다. 이 역에는 전시간 A 열차가 운행한다. 181번가-포트 워싱턴 애비뉴(181st Street–Fort Washington Avenue)역으로도 불렀다.
181번가역은 1932년에 개업했으며, 2개의 선로와 2개의 상대식 승강장을 가지고 있다. 맨해튼에서 가장 높은 자연 지점인 베넷 공원 근처에 위치해 있다. 이 역에는 포트 워싱턴 애비뉴로 가는 출구가 두 개 있는데, 하나는 181번가에 있고 다른 하나는 베넷 파크 건너편에 있다. 세 번째 출구는 언덕 아래에 있는 184번가와 오버뷰 테라스에 있다. 엘리베이터는 베넷 공원과 오버뷰 테라스 입구를 연결한다. 이 역은 미국 국립사적지에 등재되어 있다.

## 역 구조
| G        | 거리층        | 출구 틀:NYCS Platform Layout access                                                                                        |
| M        | 대합실        | 운임 구역, 역무원 부스, 181번가 에스컬레이터, 오버룩 테라스(Overlook Terrace)행 터널, 베넷 파크(Bennett Park)행 엘리베이터 |
| P 승강장 | 상대식 승강장 | 상대식 승강장 |
| P 승강장 | 북행          | ← 인우드-207번가 방면 (190번가)                                                                                            |
| P 승강장 | 남행          | ← 파 락어웨이-모트 애비뉴, 오존 파크-레퍼츠 블러바드 또는 락어웨이 파크-비치 116번가 방면 (175번가) →                      |
| P 승강장 | 상대식 승강장 | |

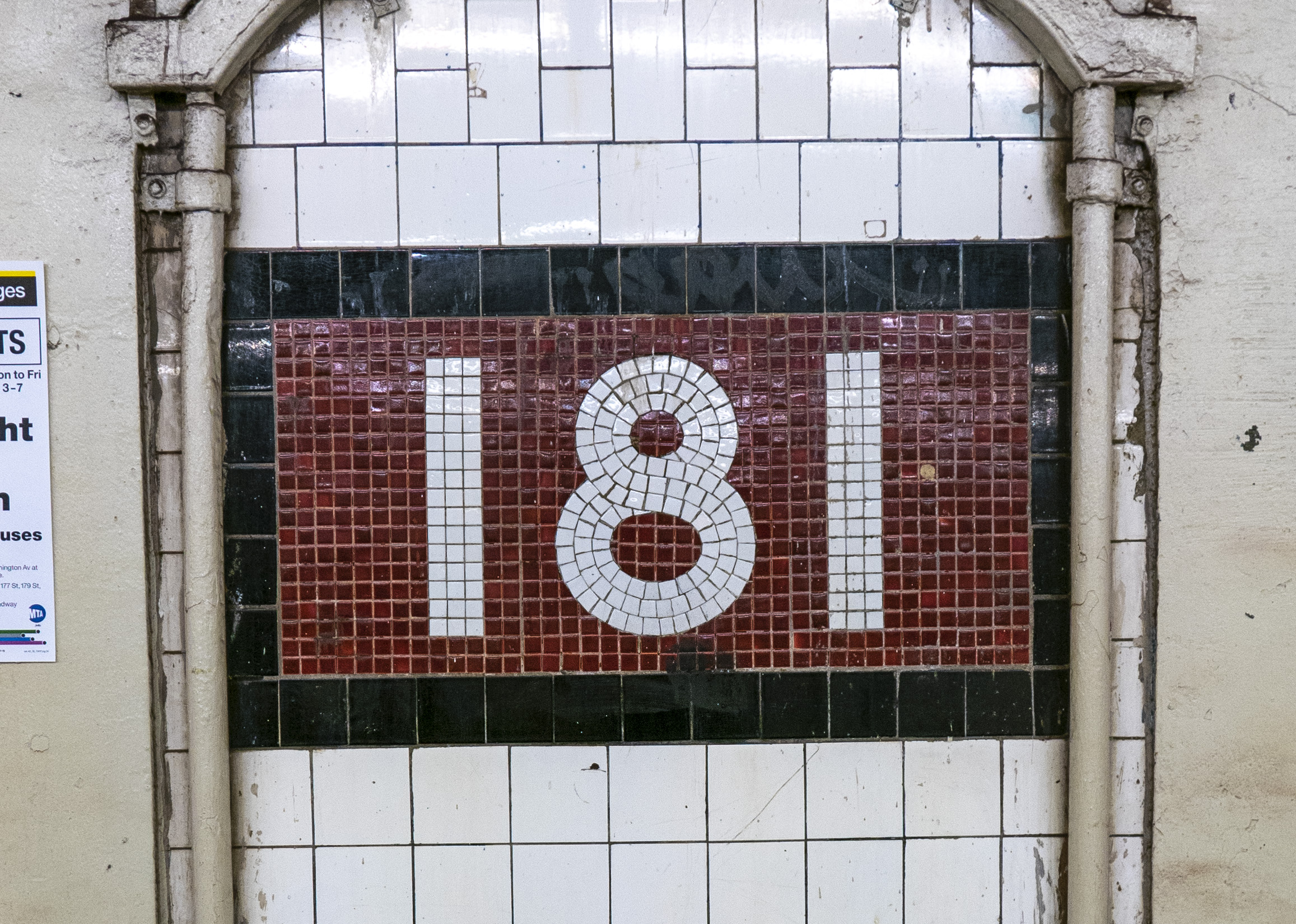
모자이크 역명판

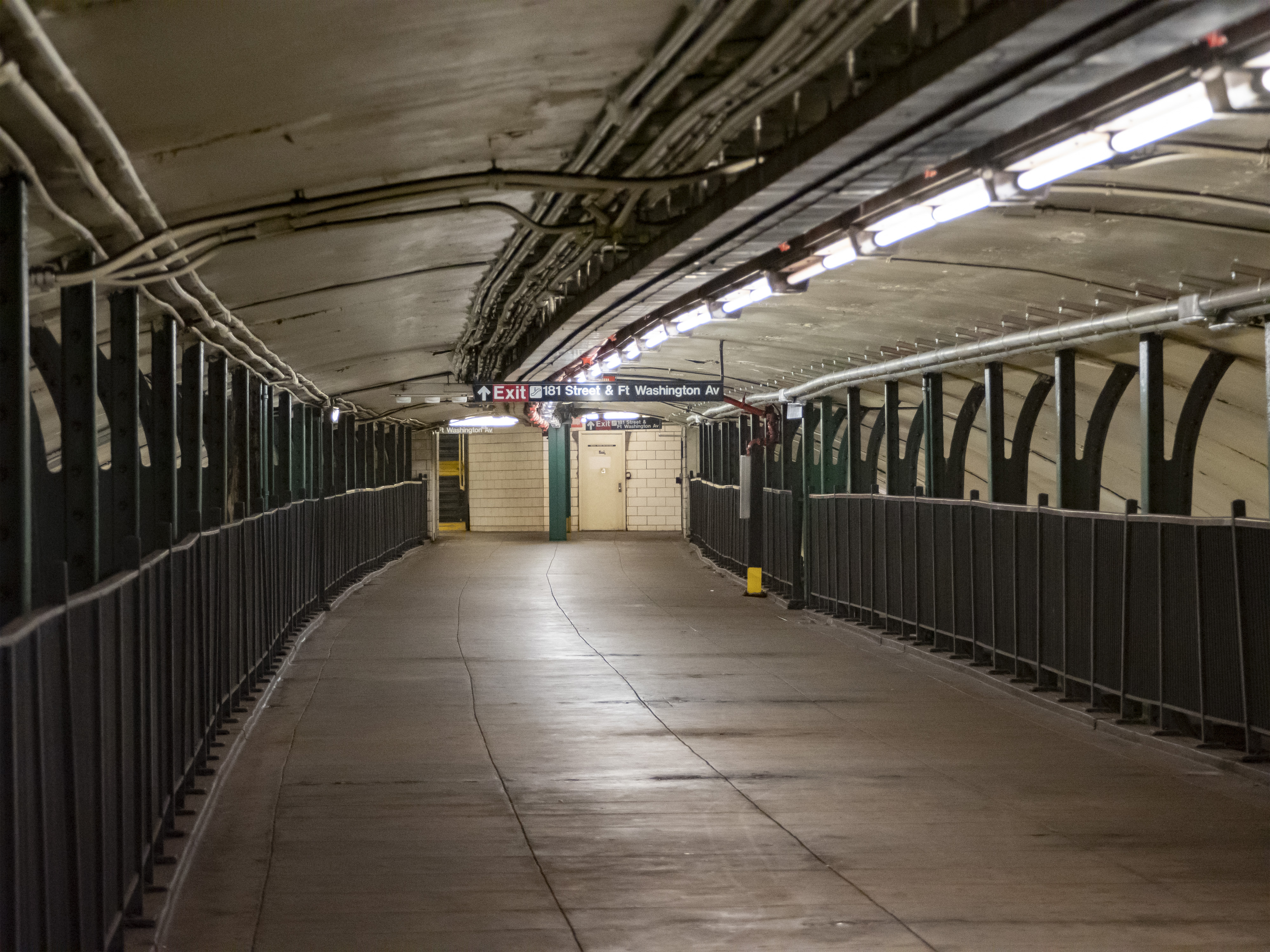
대합실, 남향

2면 2선의 상대식 승강장 구조를 갖춘 지하역이다. 역의 승강장 길이는 660 피트 (200 m)로 인디펜던트 서브웨이 시스템에 의해 건설된 역 승강장의 전형적인 길이이며, 역을 포함하는 궁륭은 폭이 50 피트 (15 m)이다. 승강장 1층에는 단일 원통형 궁륭 천장이 하나 있다.:3
승강장의 외벽은 타일 벽감로 이루어져 있으며, 콘크리트 아치 안에 약간 움푹 패여 있다.:4 역의 타일은 승객들이 역을 더 쉽게 식별할 수 있도록 적갈색로 칠해져 있으며, 인디팬던트 서브웨이 시스템 전체를 위한 색상 구분 타일 시스템의 일부이다. 숫자 "181"을 가진 작은 밤색, 검은색, 흰색 모자이크들이 벽감의 일부에 위치해 있다. "181" 모자이크가 들어 있지 않은 벽감 안에는 "181"이라고 쓰인 흰색 숫자의 검은 타일이 있다. 상행선 승강장에는 예시바 대학교의 흑백 표지판이 있다.:4
승강장 위에는 역 전체 길이의 중앙홀이 위치해 있으며, 강철 "Y"자 모양의 버팀대로 시멘트 원통형 궁륭 천장에서 지지된다. 이 중앙홀은 각각 역의 북쪽과 남쪽 끝 대합실을 연결하고 각 승강장에 4개의 강철 및 콘크리트 계단이 있다.:4 중앙홀을 따라 철제 난간이 설치되어 있어 승강장을 볼 수 있다. 남부 대합실에는 역무원 부스와 창고가 있다.:5

### 출구
181번가역에는 세 개의 출구가 있다. 그 중 두 개는 포트 워싱턴 애비뉴를 따라 언덕 꼭대기에 위치해 있다. 하나는 베넷 파크 건너편의 서183번가와 185번가 사이에 있고, 다른 하나는 181번가에 있다. 세 번째는 오버뷰 애비뉴와 184번가에 있으며, 언덕 아래에 위치해 있다. 181번가역의 출구는 도시의 다른 두 지하철 운영자인 인터보로 래피드 트랜짓 컴퍼니와 브루클린-맨해튼 트랜짓 코퍼레이션이 건설한 것과 같은 보도 장애물이 되지 않도록 설계되었다. 이 목표를 달성하기 위해 오버뷰 테라스의 입구는 역 근처의 시 소유 건물에 배치되었고, 포트 워싱턴 애비뉴의 입구는 183번가와 185번가 사이의 건물에 배치되었다. 181번가의 포트 워싱턴 애비뉴 입구는 건물 내에 세워질 수 없었다.
오버룩 테라스의 입구는 북쪽 대합실로 가는 240-피트 (73 m) 길이의 통로로 이어진다.:5 이 입구는 계단식 지붕과 돌과 절단석으로 된 정면이 있는 단층 역사에서 접근할 수 있다. 이 역사에는 두 개의 아치가 있는데, 이 아치는 다이아몬드 문양으로 둘러싸여 있으며, 각 아치 안에는 나무로 된 문이 있다. 역광을 받는 아르데코 양식의 "Subway" 표지판은 석조 받침대 꼭대기에 있는 아치형 통로 위와 사이에 있다.:5

포트워싱턴 애비뉴의 183번가와 185번가 사이에 있는 출구는 대합실까지 100 피트 (30 m) 내려가는 3개의 엘리베이터로 이어진다.:5 이 출구는 인터레이스 다이아몬드 모티브로 둘러싸인 아치가 있는 단층 석재 현관에서 들어선다. 이 아치 위에 역광 아트 데코 "Subway" 표시가 있으며 출구 현관에 움푹 들어간 4개의 목재 문이 있다. 현관은 포트 워싱턴 애비뉴의 높이보다 2층 높은 곳에 있는 약간 움푹 들어간 석조 건축물로 이어진다.
현관은 포트 워싱턴 애비뉴 높이보다 2층 높이로 약간 움푹 들어간 석조 구조물로 이어진다. 7층 구조의 상단에는 비상 계단과 3개의 엘리베이터, 그리고 역의 환기 시스템이 있다. 이 역은 현재 운임 관리 구역에서 승강장으로 연결되는 엘리베이터가 없기 때문에 ADA-접근이 불가능하다. 그러나 190번가역와 달리 엘리베이터가 대합실과 거리층으로 바로 갈 수 있어 휠체어를 탄 승객들이 이 출구에서 오버룩 테라스(Overlook Terrace)까지 가는 통로로 이동할 수 있다.:6
포트 워싱턴 애비뉴와 181번가의 출구는 교차로의 남쪽 모퉁이에 각각 2개씩 4개의 계단으로 구성되어 있다. 이 계단은 교차로 바로 아래에 있는 작은 계단으로 이어지며 남쪽 대합실로 내려가는 에스컬레이터로 이어진다.:5

### 엘리베이터
맨해튼 섬에서 가장 높은 자연 지점은 서183번가와 185번가 사이 사이(서184번가의 축을 따라) 사이 포트워싱턴 애비뉴(Fort Washington Avenue)의 역 출구에 인접한 베넷 파크(Bennett Park)에 있다. 역의 깊이 때문에 긴 에스컬레이터는 남쪽 끝 181번가로 이어지고, 역 북쪽 끝 엘리베이터는 베넷 파크 출구까지 이어진다. 엘리베이터는 이전에는 낮에만 운행되었고 요금을 지불해야 했다. 1957년 이후 엘리베이터는 요금을 내지 않아도 되었기 때문에 오버룩 테라스와 포트워싱턴 애비뉴를 오가는 보행자들은 무료로 엘리베이터를 이용할 수 있다. 또한 다음역인 190번가역과 IRT 브로드웨이-7번로선상의 191번가역에도 보행자를 위한 무료 엘리베이터가 있다.
181번가역의 엘리베이터는 2019년 기준 ADA-접근이 불가능하다. 2019년 12월, MTA는 이 역이 기관의 2020–2024년 자본 프로그램의 일환으로 ADA-접근이 가능하게 될 것이라고 발표했다. 비상시 사용 가능한 계단이 있다.:5

## 대중문화

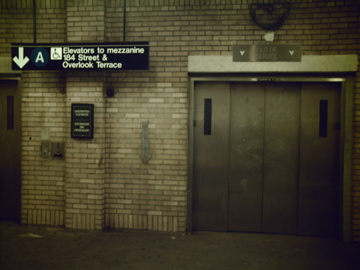
상부 대합실의 엘리베이터 뱅크

이 역은 린마누엘 미란다의 브로드웨이 뮤지컬 《인 더 하이츠》의 타이틀곡에 언급돼 있으며, 여기서 Usnavi는 A 열차를 타며 "할렘보다 더 북쪽 맨해튼까지 타서, 181번가에서 내려 에스컬레이터를 타세요. 이 글을 쓰길 바랍니다. 나중에 시험할테니, 당신이 받아적기를 바랍니다."하고 말했다.
1980년 9월 13일, 피아니스트 지망생 에릭 카민스키(Eric Kaminsky)가 역에서 강도를 당해 칼에 찔려 숨졌다. 그의 살해는 그의 어머니의 책 《피해자의 노래(The Victim's Song)》의 소재가 되었다.